# Koszmosz–208
A Koszmosz–208 (oroszul: Космос 208) szovjet műhold, a Koszmosz műhold-sorozat tagja. Zenyit–2M típusú harmadik generációs felderítő műhold.

## Küldetés
Kialakított pályasíkja mentén a fotófelderítés mellett feladata volt a Föld körüli gamma-sugárzás vizsgálata.

## Jellemzői
1968. március 21-én a Bajkonuri űrrepülőtér indítóállomásról egy Voszhod (11A57) rakétával juttatták alacsony Föld körüli (LEO = Low-Earth Orbit) közeli körpályára. Az orbitális egység pályája 89,35 perces, 64,95 fok  hajlásszögű, az elliptikus pálya perigeuma 208 kilométer, apogeuma 274 kilométer volt. Hasznos tömege 4730 kilogramm.
A sorozat felépítését, szerkezetét, alapvető fedélzeti rendszereit tekintve egységesített, szabványosított tudományos-kutató űreszköz. Áramforrása kémiai (akkumulátor). Maximális szolgálati ideje 12 nap. Röntgensugár mérésére egy szcintillációspektrométer szolgált 50 millió elektronvolt (MeV) tartományban, a röntgensugár-távcső egy tükör segítségével széles tartományban, mintegy 150 órában végzett a Föld sugárzó övezeteiről méréseket.
1968. április 2-án 12 napos szolgálati idő után, földi parancsra belépett a légkörbe és hagyományos – ejtőernyős leereszkedés – módon visszatért a Földre.